# Let's Talk About Me
Let's Talk About Me is een nummer van de Britse progressieve rockband The Alan Parsons Project. Het is de tweede single van hun achtste studioalbum Vulture Culture uit 1984. In februari 1985 werd het nummer op single uitgebracht.

## Achtergrond
Het Supertrampachtige nummer flopte in thuisland het Verenigd Koninkrijk, maar werd wél een radiohit in Nederland, Duitsland en Zwitserland. 
In Nederland was de plaat op maandag 28 januari 1985 de 256e AVRO's Radio en TV-Tip op Hilversum 3 en werd een radiohit in de destijds drie landelijke hitlijsten op de nationale publieke popzender. De plaat bereikte de 31e positie in de Nederlandse Top 40, de 40e positie in de Nationale Hitparade en piekte op een 28e positie in de TROS Top 50. In de Europese hitlijst op Hilversum 3, de TROS Europarade, werd géén notering behaald.
In België werden zowel de voorloper van de Vlaamse Ultratop 50 als de Vlaamse Radio 2 Top 30 en de Waalse hitlijst niet bereikt.